# Société de Saint-Vincent de Paul (France)
Pour les articles homonymes, voir Union des œuvres.
 (juillet 2025).
La Société de Saint-Vincent de Paul est une association française reconnue d'utilité publique. C'est la branche française de la Confédération internationale de la Société de Saint-Vincent-de-Paul, dont la création remonte à 1833. Créée en 1921 et reconnue d'utilité publique en 1927, elle a pour but « de soutenir, fédérer, promouvoir, créer toutes œuvres d'entraide et de charité, en France (Métropole et Départements, Territoires et Pays d'Outre-Mer), ayant pour vocation de venir en aide, sans aucune discrimination à toutes personnes ou groupes en situation de détresse physique, matérielle ou morale. » Son siège social est à Paris.
En 2023, la Société de Saint-Vincent-de-Paul regroupe 17 000 bénévoles agissant dans plus de 800 équipes sur tout le territoire. Ces équipes de bénévoles sont appelées Conférences[réf. nécessaire].